# Expressway 60 (Südkorea)
Der Expressway 60  (kor. 서울양양고속도로) ist eine Schnellstraße in Südkorea. Der Expressway 60 ist die nördlichste Ost-West-Autobahn des Landes, von Seoul nach Chuncheon und in der Zukunft weiter nach Yangyang an der Ostküste. Der bestehende Abschnitt ist 79 Kilometer lang, die geplante Länge ist 150 Kilometer.

## Straßenbeschreibung
Die Autobahn beginnt an der Ostseite von Seoul, wo die Stadtschnellstraße 88 aus dem Zentrum der Stadt zum Expressway 60 wird und zwar ab dem Kreuz mit dem Expressway 100, der Umgehungsstraße von Seoul. Die Autobahn überquert den Han-Fluss und führt weiter in Richtung Osten durch eine bergige Gegend. Die Autobahn verlässt schnell das Stadtgebiet und verläuft entlang von Seen und Bergen. Die Autobahn verläuft eine kurze Strecke südlich von Chuncheon entlang und überquert schließlich den Expressway 55. Der erste Abschnitt der Autobahn endet in Hongcheon, der zweite Abschnitt wurde am 30. Juni 2017 freigegeben und endet in Yangyang.

## Geschichte
Die ersten Pläne für einen Expressway 60 stammen aus der Mitte der 1990er Jahre. Die Autobahn nach Chuncheon wurde am 15. Juli bzw. 30. Oktober 2009 für den Verkehr freigegeben. Am 26. Mai 2009 begann der Bau der Erweiterung nach Yangyang im Osten des Landes.

## Eröffnungsdaten der Autobahn
| von       | nach      | Länge | Datum      |
| --------- | --------- | ----- | ---------- |
| Gangil    | Chuncheon | 61 km | 15.07.2009 |
| Chuncheon | Hongcheon | 15 km | 30.10.2009 |
| Hongcheon | Yangyang  |       | 30.07.2017 |

## Zukunft
Die Autobahn wird zurzeit um weitere 80 Kilometer nach Osten erweitert, um den Landkreis Yangyang an der Ostküste von Südkorea anzubinden. Dieser Abschnitt führt durch eine Bergregion und die Fahrzeit ist momentan sehr lang. Die Autobahn verläuft hier in einen Abstand von etwa 50 Kilometern parallel zur Grenze von Nordkorea. Der neue Abschnitt wurde am 30. Juni 2017 eröffnet.

## Verkehrsaufkommen
Es liegen keine Daten vor.

## Ausbau der Fahrbahnen
| von   | nach      | Länge | Fahrspuren |
| ----- | --------- | ----- | ---------- |
| Seoul | Hongcheon | 78 km | 2 × 2      |